# بلبل زیردم‌زرد
بلبل زیردم‌زرد (نام علمی: Pycnonotus goiavier) یا بلبل زیردم‌زرد شرقی، عضوی از تیرهٔ بلبلان از پرندگان گنجشک‌سان است. این پرنده بومی جنوب شرق آسیا از هندوچین تا فیلیپین است. این گونه در طیف گسترده‌ای از زیستگاه‌های بازیافت می‌شود، اما در جنگل‌های عمیق یافت نمی‌شود. این پرنده یکی از رایج‌ترین پرندگان در مناطق کشت‌شده است. به نظر می‌رسد آنها کوچگر هستند و مرتباً از جایی به جای دیگر می‌روند.